# Carex sprengelii
Carex sprengelii là một loài thực vật có hoa trong họ Cói. Loài này được Dewey ex Spreng. mô tả khoa học đầu tiên năm 1826.

## Hình ảnh

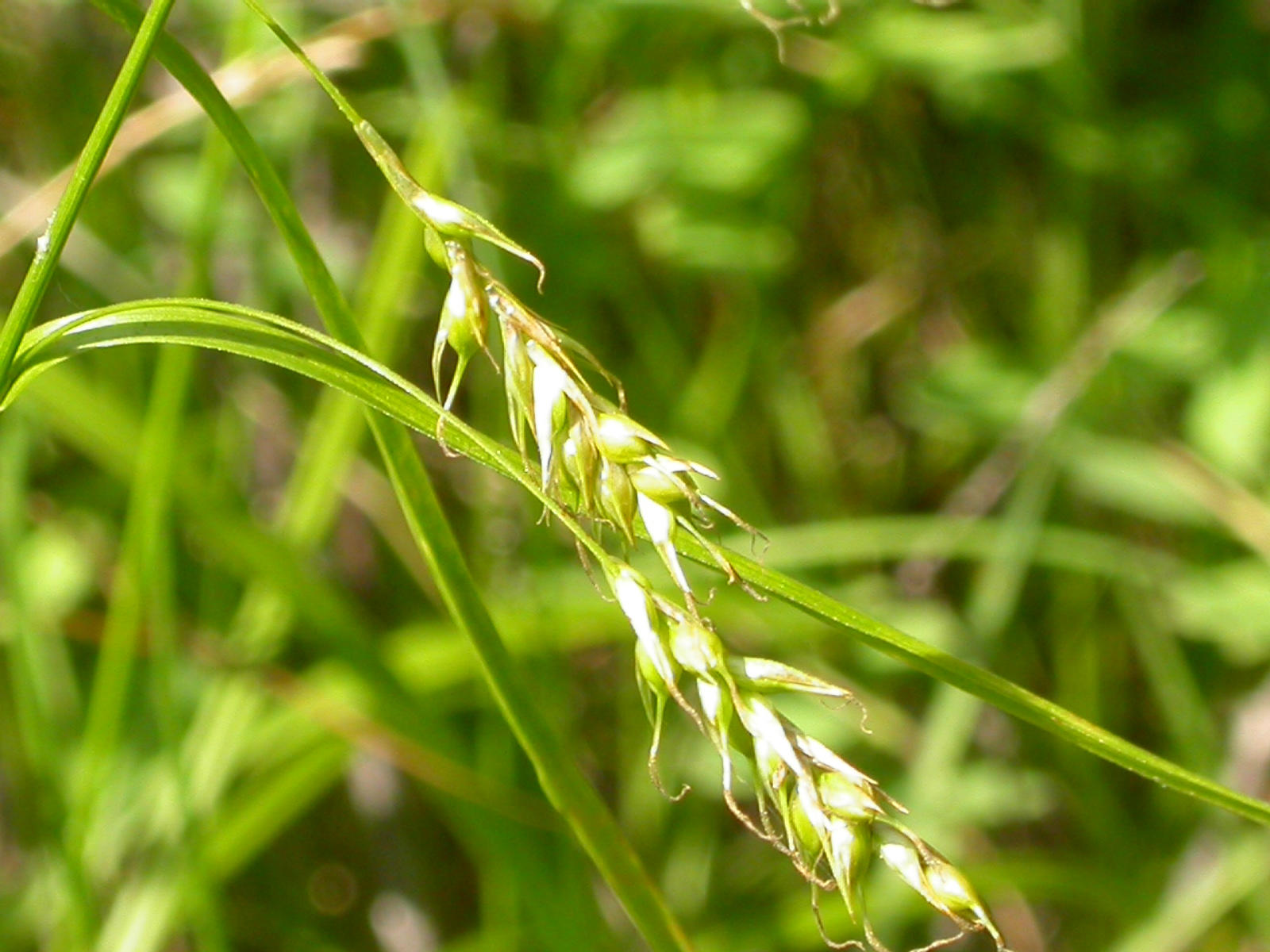
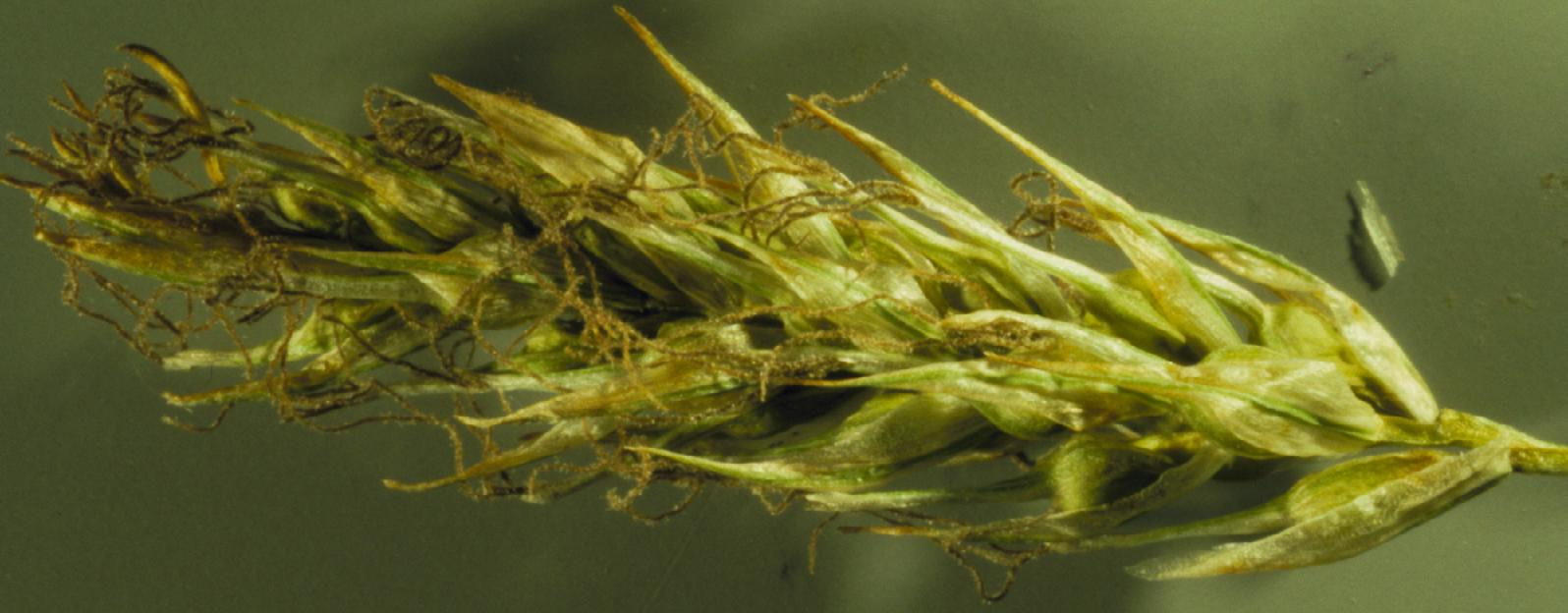
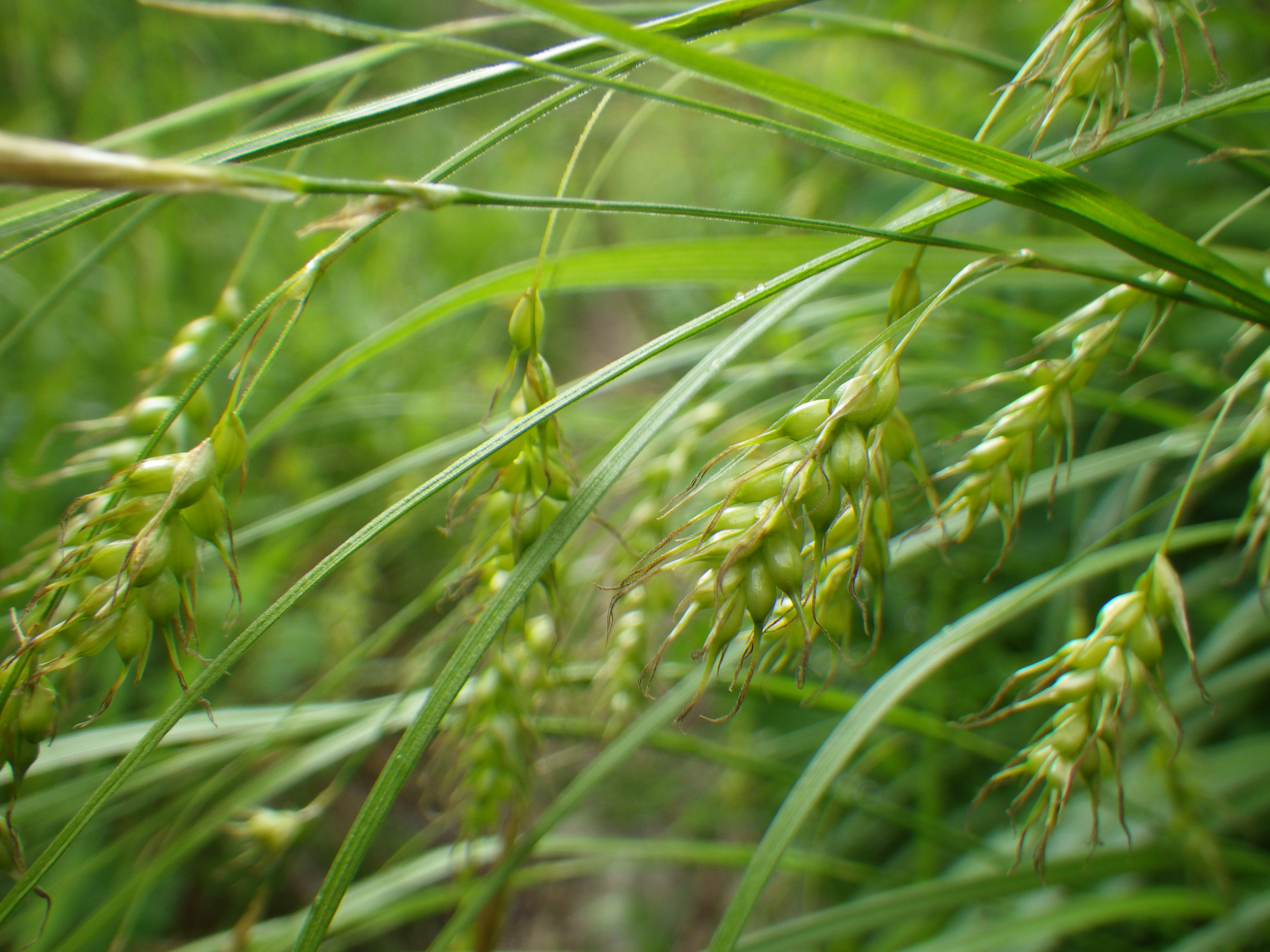
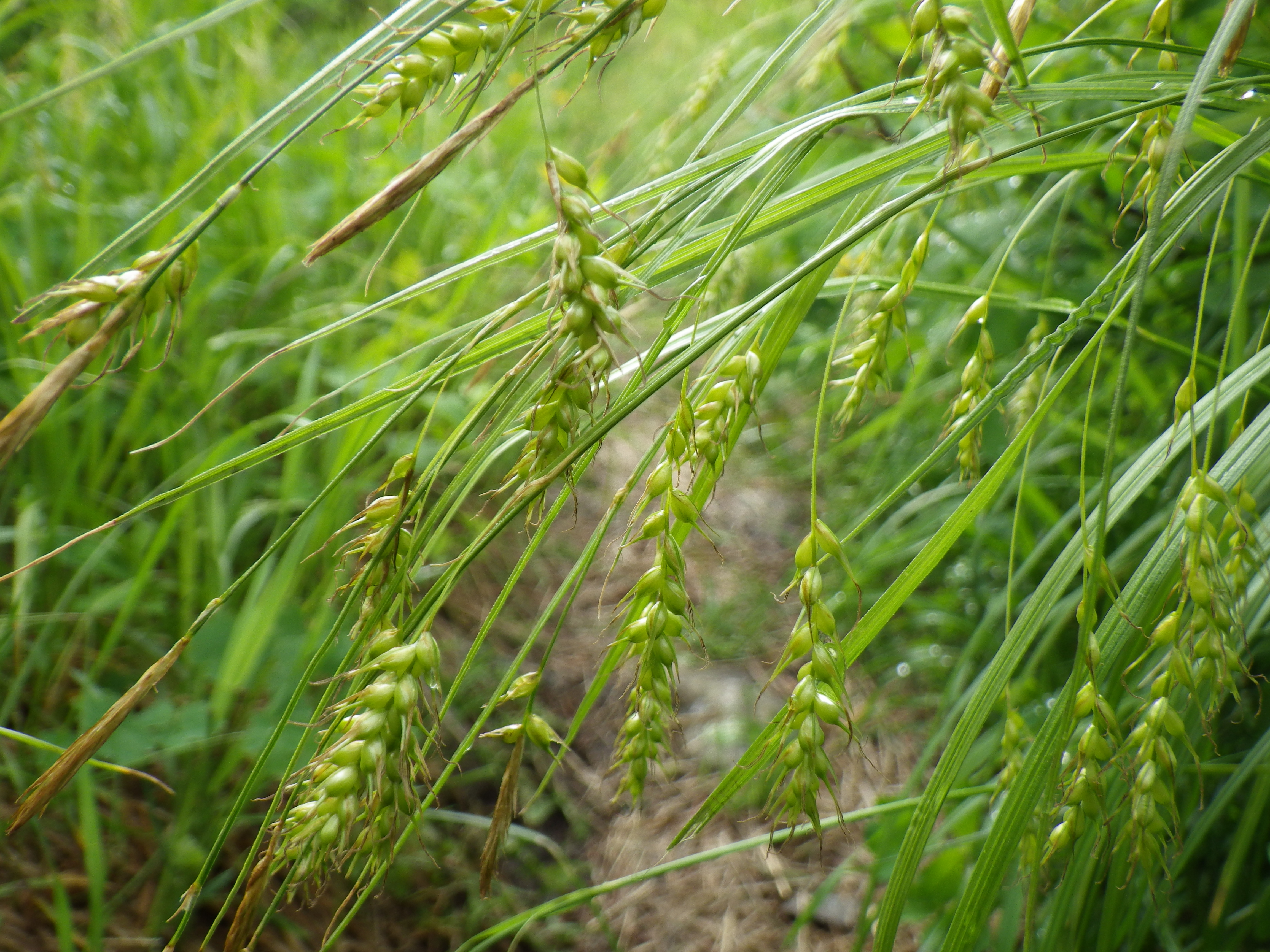